# Christa Schwertfeger

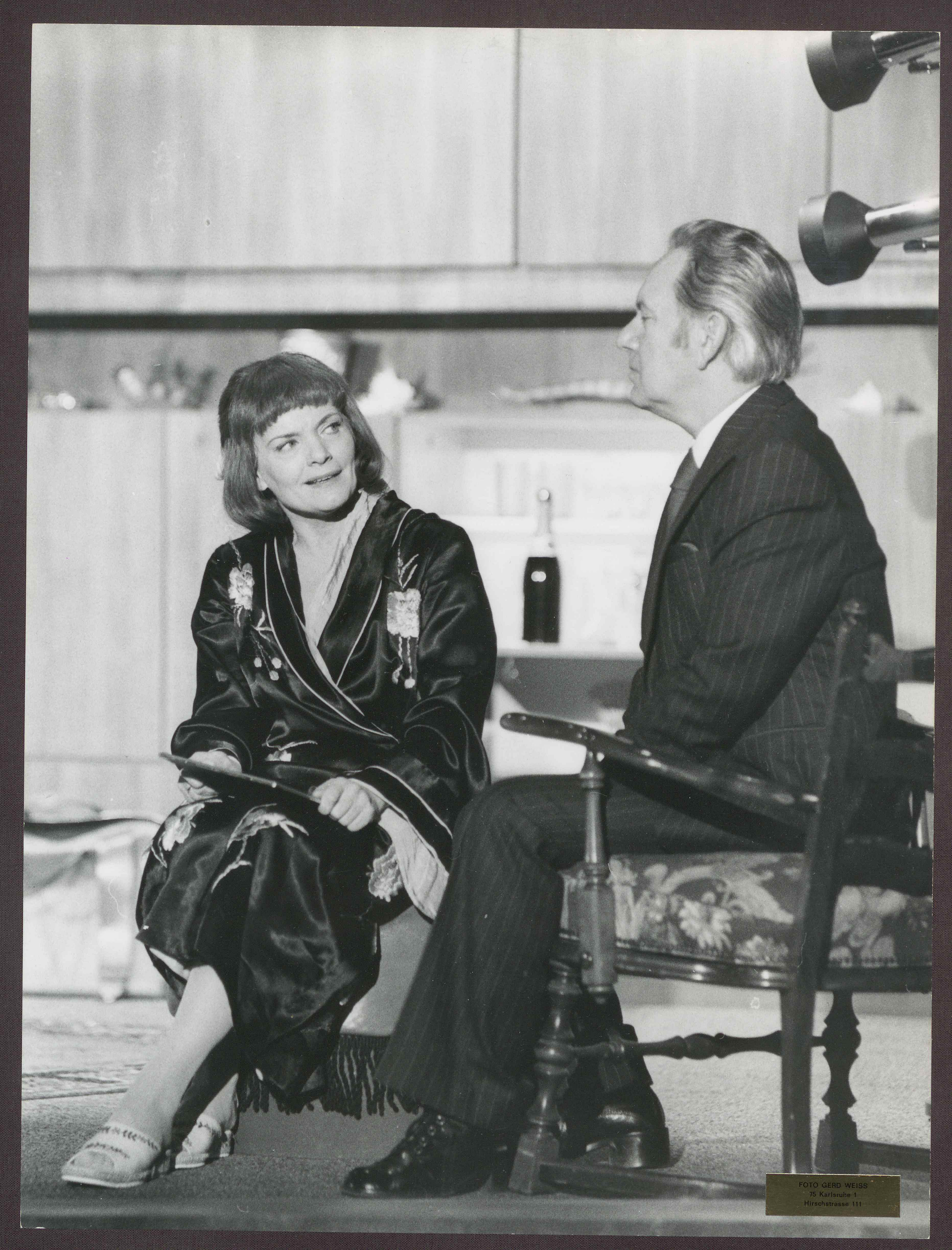
Christa Schwertfeger in Der Abstecher von Martin Walser am Badischen Staatstheater Karlsruhe (1974/1975)

Christa Schwertfeger, auch Christa Schwertfeger-Grossart (* 1928 in Danzig; † April 2008 in Lübeck), war eine deutsche Schauspielerin.

## Leben
Christa Schwertfeger erhielt ihre Ausbildung in ihrer Geburtsstadt Danzig und später in Lübeck. Sie debütierte im Alter von 18 Jahren als Gretchen im Faust an der Komödie Lübeck, wo sie bis 1949 unter Vertrag stand. Anschließend hatte sie Engagements an den Städtischen Bühnen Köln (1949 bis 1951), den Städtischen Bühnen Krefeld (1951 bis 1953) und am Stadttheater Rheydt (1953/1954).
Von 1954 bis 1963 war Schwertfeger am Staatstheater Oldenburg engagiert. Dort spielte sie unter anderem Esther in dem Trauerspiel Die Jüdin von Toledo (1954), Elsalill in Winterballade (1954), Adriana in Die Komödie der Irrungen (1955), Dunjaschka in Die Heirat (1955) und Rosalinde in Wie es euch gefällt (1960). Schwertfeger trat auch in Braunschweig und am Badischen Staatstheater Karlsruhe auf. Ab 1979 war sie Mitglied des Ensembles der Städtischen Bühnen Augsburg. Zu ihren dortigen großen Rollen gehörte die der Martha in Wer hat Angst vor Virginia Woolf?. 1989 ging sie als Ensemblemitglied in den Ruhestand, gastierte aber weiterhin in Augsburg.
Vereinzelt war Schwertfeger im Fernsehen zu sehen, so als Gretchen Siebach in der Gerichtsshow Das Fernsehgericht tagt (1962). Als Sprecherin wirkte sie unter anderem an den Hörspielen Eine dunkle Geschichte (ORF 1967), Rob kommt nach Hause von Boy Lornsen (SWF 1975) und Unwiederbringlich (2. Teil) (BR/NDR 1983) mit.
Zuletzt trat Christa Schwertfeger 2003 mit einer Lesung im Lübecker Buddenbrookhaus öffentlich in Erscheinung. Im April 2008 starb sie in Lübeck.

## Hörspiele (Auswahl)
- 1967: Roda Roda: Gerechtigkeit – Regie: Ferry Bauer (Hörspielbearbeitung – ORF Oberösterreich)
- 1967: D. H. Lawrence: Reizende alte Dame – Regie: Ferry Bauer (Hörspielbearbeitung – ORF Oberösterreich)
- 1967: André Maurois: Die Zwischenlandung – Regie: Ferry Bauer (Hörspiel – ORF Oberösterreich)
- 1967: Luise Rinser: Eine dunkle Geschichte (Erzählerin) – Regie: Ferry Bauer (Hörspielbearbeitung – ORF Oberösterreich)
- 1967: Marcel Mithois: Ein Millionär für Madame  – Regie: Ferry Bauer (Hörspielbearbeitung – ORF Oberösterreich)
- 1969: Nikolas Widoc: Marseille ist keinen Cognac wert (6 Teile) – Regie: Ferry Bauer (Original-Hörspiel – ORF Oberösterreich)
- 1969: Susanne Päckl-Kerl: Der totale Sonnenuntergang (Die Selbstmörderin) – Regie: Ferry Bauer (Hörspiel – ORF Oberösterreich)
- 1975: Boy Lornsen: Rob kommt nach Hause – Regie: Lothar Schluck (Hörspielbearbeitung, Kinderhörspiel – SWF)
- 1983: Theodor Fontane: Unwiederbringlich (2. Teil) (Frau Pastor Schleppegrell) – Bearbeitung und Regie: Gert Westphal (Hörspielbearbeitung – BR/NDR)

Quellen: Ö1-Hörspieldatenbank und ARD-Hörspieldatenbank